# 배장수
배장수(1957년 7월 14일 ~ 현재)는 대한민국의 신문 기자 겸 영화 배우이다.

## 생애
경상남도 마산시에서 태어나 마산중학교, 마산고등학교, 중앙대학교 신문방송학 학사, 한양대학교 언론정보대학원 언론학 석사를 졸업했다. 1993년 영화 활동을 시작하였다. 그의 데뷔작은 《참견은 노 사랑은 오예》로 데뷔하면서 흥행적으로 인기 받았다. 그 후 신문기자 활동하면서 많은 도움을 주었다. 그 후 경향신문 선임기자로서 많은 책임을 다하고 있다.

## 학력
- 마산중학교
- 마산고등학교
- 중앙대학교 신문방송학 학사
- 한양대학교 언론정보대학원 언론학 석사

## 출연작

### 영화
- 2023년 《소년들》 … 이삿짐 기사 역
- 2019년 《블랙머니》 ... 금융감독원 원장 역 (우정출연)
- 2018년 《달밤체조 2015》 (기획, 제작투자)
- 2016년 《순정》 ... 라디오 국장 역
- 2013년 《녹색의자 2013 - 러브 컨셉츄얼리》 ... 윤 교수 역 (특별출연)
- 2013년 《감기》 ... 여당 국회의원 역
- 2013년 《생생활활》 ... 철학 교수 역
- 2013년 《베드》 ... E의 남편 역 (특별출연)
- 2012년 《남영동1985》 ... 대통령 역
- 2012년 《부러진 화살》 ... 부장 역
- 2011년 《퀵》 ... 광고주 역
- 2010년 《이층의 악당》 ... 부동산 사장 역 (특별출연)
- 2010년 《된장》 ... 김득구 담당의 역
- 2010년 《이끼》 ... PC방 주인 역
- 2009년 《슬픔보다 더 슬픈 이야기》 ... 의사 역 (특별출연)
- 2008년 《모던 보이》 ... 도리우치 모자 남자 역
- 2008년 《강철중》 ... 교감 역
- 2007년 《밀양》 ... 선배 역
- 2007년 《복면달호》 ... 연예부 기자 역 (우정출연)
- 2006년 《사랑할 때 이야기하는 것들》 ... 모텔 주인 역
- 2006년 《라디오 스타》 ... 기자 역
- 2005년 《그때 그사람들》 ... 상황실장 역
- 2004년 《DMZ, 비무장지대》 ... 의무대 장교 역
- 2004년 《하류인생》 ... 영화 제작자 역 (특별출연)
- 2004년 《어디선가 누군가에 무슨 일이 생기면 틀림없이 나타난다 홍반장》 ... 과장 2 역
- 2004년 《태극기 휘날리며》 ... 국수 손님 역
- 2003년 《해피 에로 크리스마스》 ... 형사 1 역
- 2003년 《...ing》 ... 담임 선생님 역 (우정출연)
- 2003년 《여섯 개의 시선》 ... 영어 선생님 역
- 2003년 《남남북녀》 ... 김정일 역
- 2003년 《와일드 카드》 ... 안마 총무 역
- 2002년 《오버 더 레인보우》 ... PD 역
- 2002년 《취화선》 ... 경향신문 문화부 기자 역 (특별출연)
- 2002년 《울랄라 씨스터즈》 ... 안경 역
- 2001년 《두사부일체》 ... 담배가게 주인 역
- 2001년 《조폭 마누라》 ... 병원 과장 역
- 2001년 《엽기적인 그녀》 ... 원조남 2 역
- 2001년 《고해》 (특별출연)
- 2000년 《자카르타》 ... 청원 경찰 역 (우정출연)
- 2000년 《박하사탕》 ... 카메라점 주인 역
- 1999년 《신장개업》(특별출연)
- 1999년 《북경반점》(우정출연)
- 1998년 《해가 서쪽에서 뜬다면》 ... 드라마 PD 역
- 1998년 《남자의 향기》 ... 교도관 역
- 1997년 《접속》 ... 카페 주인 역
- 1997년 《산부인과》
- 1997년 《3인조》 ... 극장경비원 역 (특별출연)
- 1997년 《박대박》 ... 뚱형사 역 (우정출연)
- 1997년 《홀리데이 인 서울》 ... 매니저 역 (우정출연)
- 1997년 《미스터 콘돔》 (우정출연)
- 1996년 《박봉곤 가출 사건》 ... 주방장 역 (특별출연)
- 1996년 《축제》
- 1996년 《은행나무 침대》 ... 협회 간부 역
- 1994년 《마누라 죽이기》 ... 엄 상무 역 (특별출연)
- 1994년 《태백산맥》
- 1994년 《장미빛 인생》 ... 조 사장 역
- 1993년 《참견은 노 사랑은 오예》 ... 주심 역

## 경력
- 제21대 한국영화평론가협회 회장
- 경향신문 대중문화팀 팀장
- 스포츠칸 문화연예부 부장
- 경향신문 편집국 공연문화부 전문기자
- 경향신문 편집국 생활문화부 차장